# Waszczanki
Waszczanki (biał. Вашчанкі; ros. Вощанки, Woszczanki, pol. hist. Woszczanka) – wieś na Białorusi, w obwodzie homelskim, w rejonie kormańskim, w sielsowiecie Licwinawiczy.

## Historia
W XIX i w początkach XX w. położona była w Rosji, w guberni mohylewskiej, w powiecie rohaczewskim, w gminie Korma. Następnie w granicach Związku Sowieckiego. Od 1991 w niepodległej Białorusi.